# Aeropuerto Internacional de Suleimaniya
El Aeropuerto Internacional de Suleimaniya (IATA: n/a, OACI: ORSU) es un aeropuerto situado a 15 kilómetros de Suleimaniya, en la región del Kurdistán (Irak). Cuenta con instalaciones dedicadas tanto al tráfico civil como de mercaderías. El aeropuerto empezó a construirse en 2003 y fue inaugurado en 2005, con tres terminales en total; una de salida, una llegadas y una específica para VIPs.

## Aerolíneas y destinos
- Azmar Airlines, a Dubái y Estambul (Aeropuerto Internacional Atatürk)
- Iraqi Airways, a Erbil, Bagdad, Basora, Damasco, Beirut, Amán y El Cairo
- Mesopotamia Air, a Viena, Estocolmo (Aeropuerto de Estocolmo-Arlanda), Ámsterdam, Londres y Fráncfort del Meno
- Royal Jordanian, a Amán

## Accidentes e incidentes
- 4 de febrero de 2011 - Accidente de Hawker 850 en Solimania en 2011. Accidente mortal durante la carrera de despegue.